# История на Швеция

## Праистория и античност
За първи път хората заселват Скандинавия в така наречената Северна каменна епоха (10 000 – 1700 г. пр.н.е.). Най-старите археологически сведения за това са намерени в Дания – каменни надписи, датирани отпреди 9500 – 9000 г. пр.н.е. Смята се, че от този район е тръгнала по-голямата част от населението, която по-късно заселила целия Скандинавски полуостров, включително и Швеция. По-нататъшните разкопки разкриват, че това население вероятно е било номадско и е принадлежало към индоевропейското езиково семейство.
Най-старият човешки скелет, открит в Скандинавия, е женски скелет, открит в Бекаскуг в Сконе.
Последва Бронзовата епоха (1700 – 500 г. пр.н.е.). Разкопките показват, че по това време на Скандинавския полуостров вече имало поселища. Според проф. Финдайзен, по това време се обединяват племената на свеите. В Хагахьоген в Упланд има надгробна могила, вероятно построена за някой владетел около 1000 г. пр.н.е.
Ситуацията в Скандинавия остава същата чак до появата на викингите. Не се знае точно откога съществува кралство Швеция, но е известно, че първите му крале владеели една държава, състояща се от Свеаланд (Швеция) и Готланд (Готия). Свеаланд и Готланд били населени от различни народи, но не е известно откога съществуват.
Римляните са първите, които описват населението в тези области. През 98 г. римският историк Тацит описва местното население суони като много силни воини и мореплаватели. Също така пише, че те са много богато племе, управлявано само от един вожд и ако се съюзят със съседните племена, биха били голяма заплаха за Римската империя. Смята се, че Тацит е говорил за племената в днешна Източна Швеция (Свеаланд) около езерото Меларен. Тези региони са населявани от шведите. На юг в областта Готланд живеят юти. Съществуват описания на полулегендарни войни между двете племена. Северна Швеция (Нораланд) е населена вероятно от саами.

## Средновековие
Вероятно между V и VII век готите са подчинени на свеите, вследствие на значителна политическа промяна. До VI век населението, живеещо южно от езерата Венерн и Меларен, е малобройно, разполага с богати златни съкровища и поддържа връзки с германските държави в континентална Европа. Същевременно северно от езерата гъстотата на населението е висока, но няма доказателства за неговото благосъстояние. През VI век северните племена подчиняват южните, а контактът с континентална Европа е прекратен.
Ерата на викингите е между 8 и 11 век. Смята се, че в този период шведите превземат Готланд и разширяват държавата си на юг. Докато викингите от Норвегия и Дания пътуват на юг и запад, тези от Швеция потеглят на юг и изток. Достигат Финландия, Прибалтика, Русия и Средиземно море. Пътувайки през реките в днешна Русия, те стигат чак до Константинопол, който атакуват и ограбват няколко пъти. Византийският император Теофил е изумен от бойните им способности и включва някои от тях в своята лична гвардия. Смята се, че шведски викинги (варяги) създават Русия. През 9 век славяните дори ги „поканили“ да ги владеят и пазят от неприятели.
В легендата за Ансгар, кралството на свеите е описано като островна държава с икономически център Бирка. По данни от пътешественика Вулфстен кралството на свеите през IX век включва Блекинге, Мьоре, Йоланд и Готланд, като не е ясно дали свеите живеят само по брега или и във вътрешността на Скандинавия.

### Династия Инглинги (около 900 – около 1050)
Според Адам фон Бремен през 930-те години в Швеция на власт е крал Ринг със синовете си Ерик и Ернбунд, който поддържа връзки с датския крал Харалд Гормсен и е позитивно настроен към посещаващите страната християнски мисионери. Последват го крал Ерик VI Сегерсел („Победоносец“) и в края на X и началото на XI век синът му Олаф Шьотконунг, който е първият исторически доказан шведски крал. Олаф „Шьотконунг“ (прозвището вероятно означава „данъчният крал“), е женен за християнка и участва в битката при Сволдер. След тази битка шведският крал получава Трьонделаг и областта между Свинесунд и Йотаелв (днешния Бохуслен).
В периода IX–X век робите, зависимите и жените на имотни селяни се занимават със селско стопанство, а едрите земевладелци всяка пролет отплават, за да търгуват и воюват. Поради опасността от нападения в морето, корабите биват обединени във флотилии, преди да заминат на изток, и нерядко търговски плавания се превръщат във военни.
По времето на викингската ера най-големите търговски центрове са градовете Истад (Сконе) и Павикен (Готланд). Там са открити останки от пазари, бани и др. обществени здания. Свети Ансгар пренася християнството в Швеция през 829.

### Династии Стенкил и Сверкил (около 1060 – 1234)
През XI–XII век в Швеция властват две династии, за които не е известно много повече от имената на владетелите – Сенкил и Сверкил. През този период Швеция се превръща в слабо централизирана държава. Владетелят няма почти никаква власт, а в различните части на страната важат различни закони.
Цялото население бива покръстено в началото на XII век. 1104 г. се счита за преломна година за пълното християнизиране на Швеция, тъй като тогава в Лунд е осветена отделна архиепископия за Севера начело с епископ Аскер. Коронацията приема нова форма според християнския ритуал и включва миропомазване. Християнството е от значение при централизирането на властта. Шведските крале вече са пазени от бронирани рицари – професионални войници, по подобие на централноевропейските владетели. На 5 август 1164 г. антипапа Виктор IV провъзгласява бившия монах от манастира в Алвастра за първи архиепископ на Упсала. На 12 април 1167 г. крал Карл е убит в замъка си Нес на езерото Ветерн.
Между XII и XIV век се разразяват много войни между скандинавските кралства, а Швеция се разширява на изток във Финландия, създавайки си конфликти с русите. От XIII век насетне към селяните в армията се присъединяват опитни рицари с оръженосци и слуги. Около 1200 г. Църквата получава привилегии. Свободните селяни със собствена земя представляват мнозинството от населението, но се появяват и арендатори на земите на короната, на аристокрацията и на Църквата. Градовете са малко на брой и малки като население. През 1247 г. при Спарсетра бунтуващото се селско население е победено от властимащите и оттогава започва да плаща на победителите „зърно, корабно мито и други данъци“.

### Династия Фолкунг (1248 – 1364)
Крал Магнус Ладулос води мирна политика спрямо съседните страни. През XIII век са въведени постоянни данъци с фиксирани суми, а задължението на селяните от Викингската епоха за морска военна повинност („Зееледунг“) е превърнато в годишен данък. Същевременно кралете се отказват от правото си да бъдат подслонявани от селяните заедно с придворните си. След 1260 г. малките дотогава крепости се превръщат в огромни замъци – във Висингьо, Стокхолм, Нюшьопингхюс, Йоребру и Вестерос. През 1280 г. Магнус Ладулос обещава да освободи от данъци „онези, които служат като рицари с доспехи и на коне“. В края на века възникват Калмар, Льодьолсе, Йоншьопинг и Бургхолм. Между 1290 и 1318 г. под ръководството на маршал Тиргилс Кнутсон и непълнолетния крал Биргер Магнусон Швеция се разширява на изток в земите на фините карелци. На 8 юли 1319 г. е написана Шведската „Магна Харта“, по силата на която кралят се задължава при акта на избора да направи „кралско обещание“ да спазва свободите на аристокрацията и църквата.
През XIV век аркебузата навлиза във въоръжението на шведската армия, а от средата на века страната започва да произвежда барут.
През 1319 г. Швеция и Норвегия са обединени под властта на крал Магнус IV Ериксон.
През 1321 г. майката на краля, Ингеборг Хокансдотер, подписва от името на краля съюзнически договор срещу Дания с херцог Хайнрих фон Мекленбург. През 1343 г. кралят, вече управляващ самостоятелно, принуждава Дания да се откаже от Сконе, Блекинге и Халанд. През 1355 г. синът му Хокон VI Магнусон го наследява като крал на Норвегия, вследствие на което на 17 октомври 1356 г. другият му син Ерик XII Магнусон застава срещу баща си и започва въоръжена борба срещу брат си. На страната на Ерик застава Албрехт фон Мекленбург, зет на краля. През 1357 г. Магнус Ериксон отстъпва на сина си Сконе, Йостерйотланд, части от Смоланд и Финландия. През есента на същата година кралят предава и замъка в Стокхолм, Сьодерманланд, Вестманланд, Даларна, важния рудодобивен район и големи частит от Упланд. В това време Албрехт Стария от Мекленбург окупира Сканьор и Фалстербу и получава право върху двете провинции за 12 години. Ерик умира внезапно и през 1360 г. датският крал Валдемар IV завзема Сконе, Блекинге, Сьодра Халанд и Висбю на остров Готланд.

### Династия Мекленбург (1364 – 1389)
През 1364 г. в полето на Мора шведската висша аристокрация провъзгласява Албрехт Мекленбургски за нов шведски крал. Хокон VI Магнусон е свален, а Магнус IV Ериксон – детрониран. Мекленбургците побеждават шведите в битка Гатавалд, Хокон успява да избяга, а Магнус Ериксон е пленен. Хокон се отказва от престола през 1370 г. По време на управлението на Магнус IV Ериксон Швеция прави две важни промени по пътя си към ранна национална държава. Около 1350 г. е изработен първият закон, валиден за цялото кралство, в който Швеция е определена като изборно кралство. Освен това през 1359 г. Магнус Ериксон свиква в Калмар събрание на всички съсловия от кралството.
През 1367 г. Швеция влиза във военен съюз с Ханзата срещу Дания и Норвегия. Сканьор, Фалстербру, Малмьо и Хелсингбор стават част от Ханзата. През 1373 г. аристокрацията ограничава правата на крал Албрехт Мекленбургски. През този период най-важната политическа фигура в Швеция е Бо Йонсон Грип, „създателят на крале“ и централна фигура в шведския съвет. Той контролира финските ленни владения, Нюшьопинг, Стегеборг, Калмар и някои важни укрепени замъци във Вестйотланд. Той построява и замъка Грипсхолм, притежава най-малко 1500 чифлика в 340 енории. Владенията му са наследени от шведските му приятели, което подтиква Албрехт към конфликт с аристокрацията, която се обръща към непълнолетият датски крал Олаф IV, който умира през 1385 г., а на 1 януари 1388 г. избира майка му Маргарета I Датска за „пожизнена владетелка“ на Норвегия и „упълномощена регентка и законна регентка“ на Швеция. През 1389 г. Албрехт Мекленбургски губи битка при Фалшьопинг и е пленен.

### Калмарска уния (1389 – 1523)
В края на XIV век за много скандинавски аристократи е трудно да се определят като шведи, датчани или норвежци. Това и необходимостта от обща защита срещу германската висша прослойка обединява скандинавцияте в Калмарската уния. За много шведи Маргарита е спасителка от германското отчуждаване на страната.
В средата на юли 1434 г. миньорите и селяните от Даларна, предвождани от Енгелбрект Енгелбректсон въстават срещу краля на Калмарската уния Ейрик III, целейки намаляване на непоносимите данъци и край на военните стълкновения около Балтийско море. Те успяват да постигнат политика, различаваща се от тази в континентална Европа по това, че в Швеция не се стига нито до създаване на крепостничество, нито до феодална зависимост на селяните от аристокрацията. От XV век в Швеция съществува съсловно събрание, в което селяните и гражданите имат право на участие и на съуправление.
По време на Калмарската уния шведите три пъти провъзгласяват Карл Кнутсон Бонде за крал (1448 – 1457, 1464 – 1465 и 1467 – 1470 г.), но всеки път го прогонват. На 23 юни 1457 г. Кристиан I е избран за крал на Швеция, който е прогонен през 1464 г. след като е повишил данъците, за да финансира претенциите за наследство в Шлезвиг.
Около 1500 г. шведското селско общество живее богато. Страната продава зърно в Данциг и от там с кораби дори до Португалия. Втората най-произвеждана стока по това време е маслото. Жените в обществото предат, тъкат, пекат и правят бира, приготвят храната, възпитават децата, отглеждат агнета, телета и „други малки домашни животни“. Мъжете отговарят за тежката работа като оран, вършитба, опитомяване на конете и се грижат за оръжията. Шведската икономика е основана на експортно стопанство, устойчива парична система и търговско съсловие с висок търговски морал. В страната се добиват и сребро, желязна руда и мед.
В шведската армия в началото на XVI век задължително участват мъжете на възраст от 15 до 60 години. Обикновено шведските селяни защитават земите си чрез внезапни нападения с лъкове и стрели, както и с арбалети, които могат да пронижат рицарските брони.
Около 1500 г. 95% от населението на Швеция живее в села и 5% в градове. Тогава Стокхолм има 6000 – 7000. По това време се развиват цеховите организации, по немски пример, сто години по-късно отколкото в Свещената Римска империя. Броят на майсторите е ограничен, цените, количеството на производството, броят на чираците и калфите са регулирани. Има 15 сдружения на занаятчии – например на хлебарите, въжарите и бъчварите. По-късно се създават цехове и на бръснарите, дърводелците и кожарите.
Наследниците на Маргарита се опитват да контролират създадената държава, но не се справят поради голямата власт на шведските благородници. Крал Кристиан II се опитва със сила да наложи ред в кралството и на 8 ноември 1520 г. 82-ма шведски благородници са заклани в Стокхолм, включително тримата кметове на града. На връщане към Дания кралят нарежда да бъдат избити негови противници и в Вадсена и Йоншьопинг. През януари 1521 г. селяните от Даларна избират Густав Васа за техен предводител, а през август държавният съвет го избира и за регент на кралството.
През 1520 г. повечето шведи живеят в Упланд, Йостерйотланд, около Калмар и в миннодобивните райони на Даларна. В това време в страната са изградени много металургични центрове. Шведските търговци търгуват с продуктите си в Данциг и Любек. С помощ от Любек Васа завзема датските крепости в Швеция и Финландия.
На 6 юни 1523 г. риксдагът провъзгласява Густав Васа за свой крал. Този ден се смята за началото на модерна Швеция. Новият крал отхвърлил католицизма като официална религия и наложил протестантството. Той е наричан от шведите „Баща на нацията“.

## Шведска империя

### Династия Васа (1523 – 1654), династия Пфалц-Цвайбрюкен (1654 – 1720)
През 1525 г. 45% от земята принадлежи на селяните, близо 25% на католическата църква, 24% на аристокрацията и 5,5% на короната.
В началото на управлението си Густав Васа потушава въстания в Даларна и Смоланд. Започва да събира нови данъци и променя закона така, че шведските селяни да имат право на ползване на земя докато плащат данъци, но тя да е държавна собственост. Въпреки възпротивата на селяните през 1539 г. хазната има над 1 млн. марки, което е необикновено в дотогавашната история на страната. През февруари 1543 г. Нилс Даке се опитва да завладее Калмар като част от въстанието срещу нови закони. Опитът му не успява, защото дори датската армия подкрепя шведската армия, за да не започне гражданска война.

През 1544. Густав Васа обявява Швеция за протестанско кралство. Култът към светците се премахва, премахват се и разпятията, поставени край пътните разклони. Постепенно манастирите се ревръщат в болници или биват закрити. Последната крепост на католицизма е замъкът във Вадстена, от който монасите са изгонени през 1549 г., а монахините – последни в края на 1595 г. През 1560 г. короната вече притежава 28% от земята, а църквата престава да играе роля в шведския икономически живот като собственик на земя.
През 1580 г. Стокхолм има 8000 жители. През 1620 г. – 10 000. Около 1600 г. Обу (днес Турку) е вторият най-голям град в Швеция с население от 4000 жители. Упсала тогава е седалище на архиепископия и има по-малко от 2000 жители. В шведските градове немските търговци трябва да се възприемат „като шведи“. С тяхното заселване се променят градските пейзажи. Дългата търговска улица в повечето градове се измества от четириъгълен площад – градският пазар. Скоро там се изграждат и кметствата. В Стокхолм, Калмар, Льодьолсе, Сьодершьопинг и Обу е позволено да се търгува всеки ден, а в по-малките градове – само в четвъртъците. Търговците се обединяват в гилдии и братства, а занаятчиите – в задруги или компании.
През 17 век Швеция се превръща в една от великите сили на Европа. По това време тя владее някои колонии.
По това време Швеция става най-мощната държава в Северна Европа. Този период започва при управлението на крал Густав II Адолф вследствие на успешното участие на Швеция в Тридесетгодишната война по негово време. и завършва през 1721 г., когато империята се разпада. Имперският статут на Швеция по това време се дължи най-вече на икономическите реформи и въвеждането на протестантството през управлението на Густав I.
Най-успешните години за Шведската империя са в края на 17 век и началото на 18 век. Най-големи териториални разширения Швеция има по времето на крал Карл X (1622 – 1660) според договора от Роскиле (1658). Все пак след дългогодишните войни икономиката навлиза в колапс и цел на неговия син Карл XI става да възроди икономиката и да изправи империята на крака. Карл XII създава един от най-мощните арсенали в Европа по това време и изключително мощен флот. Най-големият враг на Швеция, Русия, има към момента по-голяма армия, но изостава по тренинг и въоръжение. В битката при Нарва (1700) шведите прекосяват руската граница и така започва Великата северна война. Прекалено амбициозно шведите започват кампания в Русия, но са разбити през 1709 в Полтавската битка. Кампанията в началото е успешна и войските на Карл ХII окупират територията на днешна Полша, а той бива провъзгласен за неин крал. Но честите нападения на казаците, специфичният руски климат и бойните тактики на цар Петър Велики водят до загубата в Полтавската битка. Това поражение поставя края на Шведската империя.
Въпреки че Швеция губи почти половината си армия в тази кампания, през 1716 крал Карл ХII се опитва да превземе Норвегия, но армията му бива разгромена напълно, а империята е принудена да подпише Нистадския мирен договор (1721), с който признава загубата си във войната. Три години по-рано, на 30 ноември 1718, кралят е убит на бойното поле. След териториалните загуби Швеция излиза от списъка на европейските велики сили и губи доминиращото си положение в Северна Европа, отстъпвайки го на Русия.

### Династия Хесен (1720 – 1751)
През 18 век Швеция вече не може да задържи земите си извън Скандинавския полуостров и губи по-голямата част от тях.

### Династия Холщайн-Готорф (1751 – 1818)
В началото на 19 век тя губи Остерланд (източните земи) и западната част от Норланд (северните земи), които се включват в територията на Русия. По-късно тези земи образуват полуавтономната Финландия.

### Династия Бернадот (от 1818 г.)
След като в Наполеоновите войни Дания-Норвегия бива разбита, Норвегия е включена в Швеция на 14 януари 1814 по Кийлския договор. Опитите на норвежците за независимост биват потушени от крал Карл XIII, който организира срещу тях мащабна кампания на 27 юли същата година. Тя завършва с Морската конвенция, постановила личен съюз на Норвегия с Швеция. Този съюз се разпада през 1905. Кампанията от 1814 е последната война, в която Швеция взима участие. Оттогава насетне тя пази неутралитет.

## Втора световна война
По време на Втората световна война Швеция запазила неутралитет, следвайки неутралната си политика, започната още след края на Наполеоновите войни. Още в началото на войната, на 1 септември 1939, шведският министър-председател Пер Албин Хансон обявил държавата за неутрална.

### Швеция и Зимната война
По времето на Зимната война много шведи отишли във Финландия като лекари или войници. Интересът на шведите към Финландия се дължал на това, че от Средновековието до 1809 тя била важна част от шведската територия. По-голямата част от тях влезли във Финската армия, но имало и част, която се включила в Червената армия.
Въпреки че над 8000 шведи отишли като доброволци, лекари и редовни войници във Финландия, държавата декларирала неутралитет. Освен това над 70 000 души от финландската армия имали шведски произход. На всичкото отгоре Швеция не позволява преминаването на френско-британски войски на нейна територия. Въпреки че официално била неутрална по отношение на конфликта между Финландия и СССР, Швеция всъщност била враг на Съюзниците и съюзник на Оста. За да предотвратят нейното включване, двете сили сключили пакта Рибентроп-Молотов, с който СССР обещал да не проявява агресия към Финландия.

## Швеция днес
E член на [НАТО], +200 годишния и неутралитет приключи на На 11 март 2024г.